# Ilona Tözser
Ilona Tözser är en ungersk kanotist.
Hon tog bland annat VM-silver i K-4 500 meter i samband med sprintvärldsmästerskapen i kanotsport 1973 i Tammerfors.